# Tsuria Díaz
Tsuria Díaz (Ciudad de México, México; 7 de mayo de 1989) es una actriz mexicana, conocida artísticamente como Tsuria Díaz.

## Biografía
Tsuria muestra desde muy pequeña interés por la actuación, por lo que desde temprana edad decide hacer cástines, comenzando a aparecer en algunos comerciales de televisión.
En 1998, comienza oficialmente su carrera participando como conductora infantil de deportes para el canal 5 (XHGC-TV) de televisión abierta en México.
Entre 2000 y 2004 realiza comerciales para diversas marcas, así como estudiar interpretación en talleres de "Casa Azul" en Argos Comunicación .
Tras el taller de creatividad con Guillermo Ríos, interpreta a Marimar en la obra de teatro Perras.
En el 2008 antagoniza la serie de televisión de Once TV México Me Mueves dando vida al personaje de Cristina.
En el 2011 realiza Short Acting Courses en la Central School of Speech & Drama (CSSD), University of London.
En este mismo año, forma parte del elenco de la telenovela El octavo mandamiento de Argos Comunicación, personaje Cecilia Gallardo,
para Cadena Tres. Director José Luis García Agraz.
En el 2012 interpreta a Rosa, en la serie La ruta blanca dirigida por Carlos Garcia Agraz, producción de El Mall.
Actualmente actúa en la telenovela Rosa Diamante de Telemundo como Valeria, producción de Argos Comunicación.
Estudió en el Centro de Educación Artística (CEA) de Televisa, con Eugenio Cobo. Ha aparecido en varios capítulos de la serie Como dice el dicho.
En 2016 se muda a Los Ángeles, California, a la escuela Stella Adler.

## Filmografía
- Sueños de Pasión - Una suegra muy ardiente[1] (2014) - Bibi Serrano
- Casi treinta[2] (2014) - Sobrecargo

### Telenovelas
Cadenatres
- La ruta blanca[3] (2012) - Rosa
- El octavo mandamiento[4] (2011) - Cecilia

Telemundo
- Rosa Diamante(2012) - Valeria

### Series de Televisión
- Como dice el dicho[5] (2015-2016) - Samantha / Kati / Diana
- Me mueves[6] (2008) - Cristina

### Teatro
- Perras (2006) - María del Mar